# Clima de la Antigua Roma

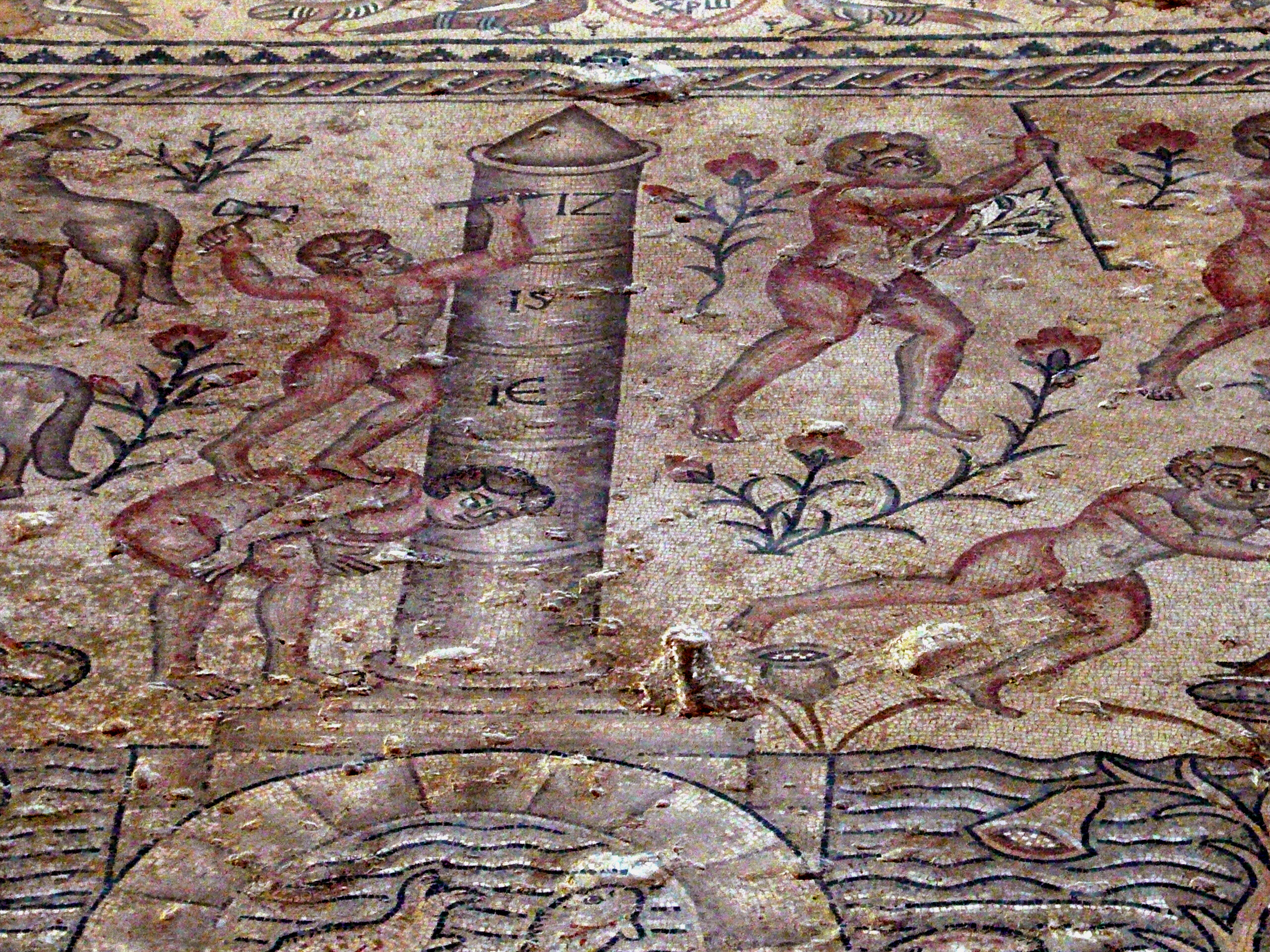
Mosaico que representa un Nilómetro Las inundaciones beneficiosas del Nilo redundaron en una mayor productividad en los siglos y .(Nilómetro de Zippori - Israel)

El clima de la antigua Roma varió a lo largo de su existencia. En la primera mitad del primer milenio antes de Cristo, el clima de Italia era más húmedo y fresco que ahora y el sur, actualmente árido, recibía más precipitaciones. Las regiones del norte estaban situadas en la zona de clima templado, mientras que el resto de la península se encontraba en la zona subtropical, con un clima cálido y suave. Durante el deshielo anual de las nieves de las montañas provocaban que incluso los ríos más pequeños se desbordaran, anegando las tierras (la Toscana y las marismas pontinas se consideraban intransitables en la antigüedad).  La existencia de la civilización romana (incluido el Imperio bizantino) abarcó tres períodos climatológicos: Subatlántico temprano (900 a. C.-175 d. C.), Subatlántico medio (175-750) y Subatlántico tardío (desde 750).
Las evidencias de fuentes documentales, arqueológicas e indicadores paleoclimáticos demuestran, de forma independiente pero consistente, que durante el periodo de máxima expansión y crisis final del Imperio romano, el clima sufrió cambios. La mayor extensión del Imperio bajo Trajano coincidió con el óptimo climático romano. El cambio climático se produjo a diferentes ritmos, desde una aparente casi inmovilidad durante los inicios del Imperio hasta rápidas oscilaciones durante su decadencia. Aun así, existe cierta controversia entre los investigadores sobre la existencia de un período generalmente más húmedo en el Mediterráneo oriental entre el c. 1 d. C. y el 600 d. C.

## Clima estable
Durante la época de la monarquía y la República en Roma, se produjo el fase climática denominada período Subatlántico, en la que también se desarrollaron las ciudades-estado griegas y etruscas. Se caracterizó por veranos frescos e inviernos suaves y lluviosos.
Al mismo tiempo, hubo una serie de rigurosos inviernos, incluida la congelación total del Tíber en los años 398 a. C., 396 a. C., 271 a. C. y 177 a. En los siglos posteriores, los informes de inviernos duros ocasionales se asociaron más con inundaciones que con la congelación del río. Las pruebas de un clima mediterráneo  más frío entre el 600 a. C. y el 100 a. C. provienen de los vestigios de 
antiguos puertos en Nápoles y en el Adriático, que se encuentran a un metro por debajo del nivel actual del mar. Edward Gibbon, citando fuentes antiguas, pensó que el Rin y el Danubio se congelaban con frecuencia, lo que facilitaba la invasión de los ejércitos bárbaros en el Imperio "sobre un vasto y sólido puente de hielo". Sugiriendo un clima más frío, Gibbon también sostenía que durante la época de César era común encontrar renos, mientras que en su época no se observaban estos animales al sur del Báltico.
Durante el principado de Augusto el clima se hizo más cálido y persistió la aridez en el norte de África. Los biotopos de Heterogaster urticae (un tipo de chinche), que en la época romana se encontraban más al norte que en la década de 1950,  sugieren que a principios del Imperio las temperaturas medias de julio eran al menos 1 °C superiores a las de mediados del siglo XX.Plinio el Joven escribió que el vino y las aceitunas se cultivaban en zonas más septentrionales de la península italiana que en los siglos anteriores, igual comentario hicieron Saserna (tanto padre como hijo) un siglo antes de Plinio.

### Vientos
Si se comparan las rosas de los vientos modernas con la situación del siglo I d. C., se observan algunas diferencias: en aquella época las entradas del viento del norte en invierno eran bastante infrecuentes. Los vientos típicos del noroeste que soplaban regularmente en julio son actualmente inexistentes. La brisa marina empezaba un mes antes, en abril. Vitruvio mencionaba a los vientos portadores de humedad que soplaban desde el sur o el oeste y que podían dañar los libros. También hay pruebas que indican que en el periodo romano el clima mediterráneo estaba influenciado por las fluctuaciones de baja frecuencia de la presión del nivel del mar sobre el Atlántico Norte, llamada Oscilación Centenaria del Atlántico Norte (CNAO).

### Precipitaciones
Durante la primera guerra púnica, la costa mediterránea fue testigo de tormentas tan intensas que la flota romana fue destruida en dos ocasiones (en 255 a. C. y 249 a. C.). A esto le siguió una sequía en la península italiana en el 226 a. C. que duró seis meses. Fuentes escritas desde aproximadamente el 75 a. C. hasta el c. 175 d. C. también hacen hicapié en las fuertes precipitaciones que provocaban el desbordamiento del Tíber e inundaciones en Roma. Grandes inundaciones del Tíber se produjeron en el año 5 (con una duración de siete días) y se repitieron en los años 15, 36, 51, 69, 79 y 97 d. C. A partir de la anexión romana de Egipto en el 30 a. C. y hasta el 155 d. C., se produjeron inundaciones beneficiosas con mayor frecuencia en el Nilo.
Tácito en sus Historias relata que el invierno del 69/70 d. C. fue el más seco que conoció, periodo de sequía también coincidente en California según el estudio dendrocronologico de las secuoyas. Las condiciones de sequía volvieron a producirse durante el reinado de Adriano. En Timgad, en la visita de Adriano a esa ciudad en 133, llovió por primera vez en cinco años. Algunas partes del imperio, sin embargo, tuvieron precipitaciones más beneficiosas. Un diario meteorológico, compilado por Ptolomeo en Alejandría en torno al año 120, mencionaba la presencia de lluvia todos los meses del año excepto en agosto. Fenómeno que explicaría la productividad agrícola del África romana (el granero de Roma) y la prosperidad del sur de Hispania en la época romana. Según Rhoads Murphey, la exportación anual de grano desde el norte de África a Roma, "estimado como para alimentar a unas 350.000 personas, sería imposible de realizarse en las condiciones actuales". El calendario meteorológico de Columela sugiere que las precipitaciones de verano en el sur de la península italiana, particularmente en Roma y Campania, se producían con más frecuencia que ahora. En la Hispania romana hubo niveles de precipitación inusualmente altos durante el denominado "Período Húmedo Ibérico-Romano".
La Hispania romana experimentó tres grandes fases: un tramo más húmedo entre 550 y 190 a. C., un intervalo seco entre 190 a. C. y 150 d. C. y otro período húmedo entre 150 y 350. En el año 134 a. C. el ejército de Escipión Emiliano en Hispania tuvo que marchar de noche debido al extremo calor durante el día y algunos de sus caballos y mulos murieron de sed situación que contrastaba con una anterior del año 181 a. C., con fuertes lluvias primaverales que impidieron a los celtíberos socorrer el asedio romano de Contrebia. Hasta el siglo II d. C. predominaron las temperaturas cálidas, sobre todo en los Alpes austríacos, interrumpidas por otros periodos de frío desde el año c. 155 hasta el 180. Después del año 200, las temperaturas fluctuaron pero con tendencia al descenso.

## Cuestiones ambientales y cambio climático
Según Sheldon Judson, en el siglo II a. C., la tasa de erosión del suelo en el Lacio se multiplicó por diez, lo que se asocia al aumento del número de asentamientos en el sur de Etruria. Además, desde la fundación de Roma hasta posiblemente el 165 d. C., los romanos deforestaron grandes áreas para obtener tierra cultivable. En el año 61 d. C. Séneca describió el alto nivel de contaminación del aire en Roma que se asociaba a la extensa quema de madera como combustible.
Desde c. 200 a c. 290 hubo un período de enfriamiento, que afectó a las provincias del noroeste del Imperio. La dendrocronología indica que la severa sequía que comenzó en 338 y persistió hasta 377 obligó a los hunos a buscar pastos y rapiñar más al oeste y al sur. Sus ataques al norte del Mar Negro presionaron a los godos a desplazarse hacia el Imperio Romano y, en última instancia, a atacarlo (particularmente en la Batalla de Adrianópolis). El aumento de la variabilidad climática desde el c. 250 hasta el 600 coincidió con el declive del Imperio Romano Occidental. En el caso del Imperio Romano de Oriente, hay evidencias de una persistente sequía regional en el centro de la península anatolia entre los años c. 400–540 d. C.